# VfB Oldenburg
Der VfB Oldenburg (offiziell: Verein für Bewegungsspiele von 1897 e. V. Oldenburg) ist ein Sportverein aus der niedersächsischen Stadt Oldenburg. Der Verein hat über 1000 Mitglieder in den Abteilungen Fußball, Tischtennis, Volleyball, Cricket, Darts, Jakkolo und einer Fan- und Förderabteilung. In früheren Zeiten bestanden auch Abteilungen für Boxen und Eishockey.
Bekannt wurde der Verein durch seine Fußballabteilung. Die erste Herrenmannschaft spielt in der viertklassigen Regionalliga Nord. Der VfB hatte sieben Jahre lang der damals erstklassigen Oberliga Nord und 24 Jahre der jeweils zweithöchsten Spielklasse angehört, davon auch fünf Jahre der 2. Bundesliga. 1988 wurde die Mannschaft Deutscher Vizemeister der Amateure, vier Jahre später verfehlte sie den Aufstieg in die Bundesliga nur um einen Punkt.
Spielstätte des VfB Oldenburg war bis 1991 das als Hölle des Nordens bekannte Donnerschwee-Stadion. Seither fungiert das städtische Marschweg-Stadion als neuer Spielort.

## Geschichte

### Von der Gründung bis zum Zweiten Weltkrieg

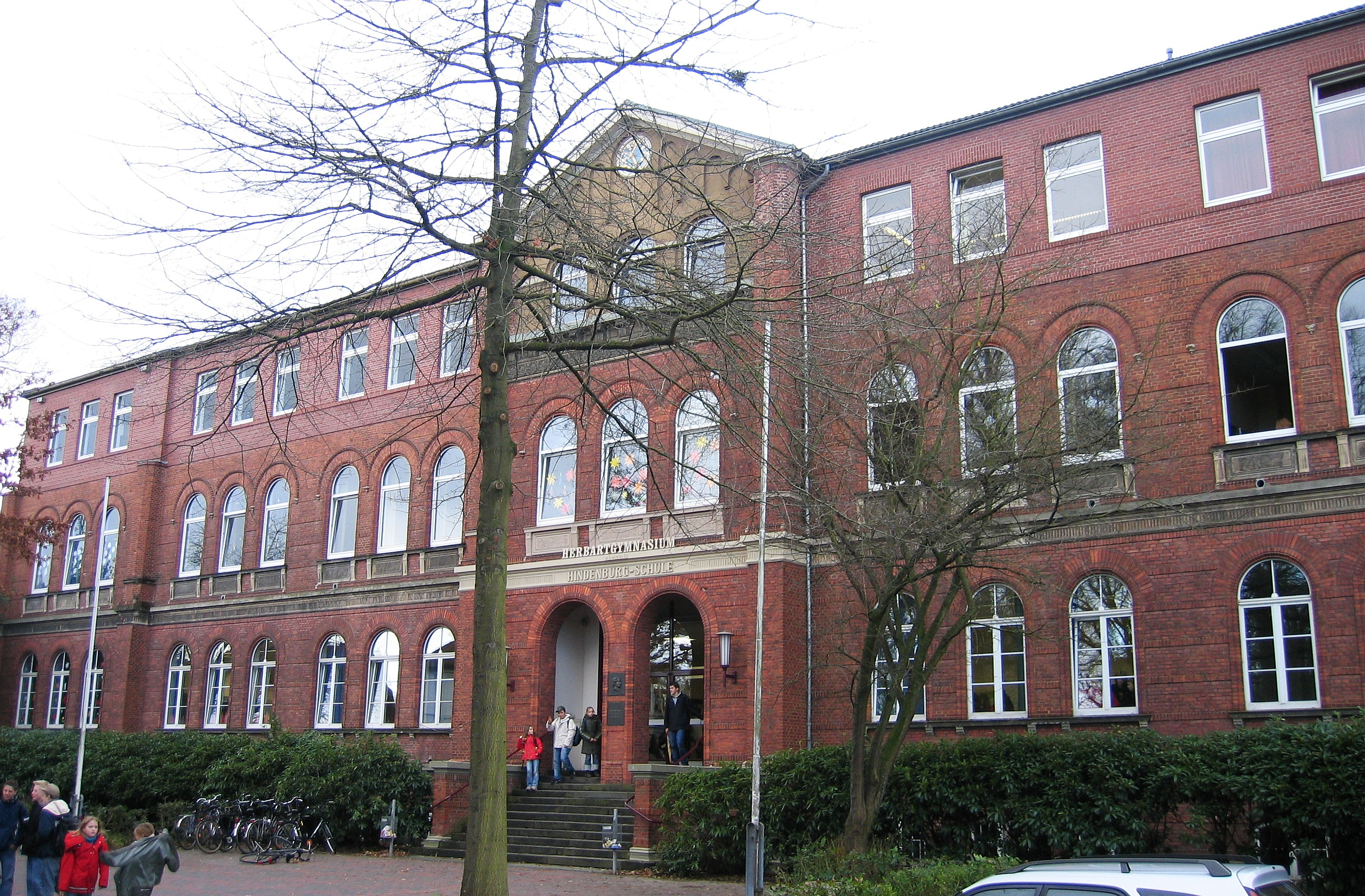
Das Herbartgymnasium

Im Jahr 1897 begannen einige Oberrealschüler  des heutigen Herbartgymnasiums mit dem Fußballspielen. Am 17. Oktober 1897 wurde mit dem F.C. Oldenburg der älteste Fußballverein der Stadt und die Urzelle des heutigen VfB gegründet. Spielstätte war zunächst der Exerzierplatz der Infanteriekaserne an der Kranbergstraße. Der zweite Stammverein des VfB, der Fußball Verein Germania von 1903, wurde am 29. April 1903 von Absolventen des örtlichen Lehrerseminars gegründet. Dieser teilte sich fünf Jahre lang den Exerzierplatz mit dem F.C., ehe die Germania von der Klosterbrauerei die ehemalige Radrennbahn im heutigen Stadtteil Donnerschwee mietete und in ein Fußballstadion umwandelte. Am 18. Februar 1919 fusionierten beide Vereine zum VfB Oldenburg.
Bereits ein Jahr nach der Fusion gewann der VfB durch einen 5:0-Sieg über den FC Deutschland Wilhelmshaven die Bezirksmeisterschaft, schied aber mit einer 0:5-Niederlage gegen den Geestemünder SC in der Qualifikationsrunde der norddeutschen Meisterschaft aus. 1921 wurde der Bezirksmeistertitel erneut gewonnen und der Aufstieg in die kurzlebige Norddeutsche Liga (Westkreis) geschafft. Wiederum mit 0:5 verlor der VfB zwei Jahre später das Entscheidungsspiel um die Jadestaffelmeisterschaft gegen Werder Bremen. Die Mannschaft verschwand daraufhin im Mittelmaß der damals erstklassigen Bezirksliga Weser/Jade und geriet vor Ort in den Schatten des aufstrebenden Lokalrivalen SV Frisia. Nach der Fußball-Revolution von 1928 wurden die Ligen neu geordnet und der VfB musste in die Zweitklassigkeit. Drei Jahre später wurde der Aufstieg nur knapp verpasst.
1936 gewann der VfB mit knappem Vorsprung auf den Bremer SV die Bezirksmeisterschaft Bremens und erreichte die Aufstiegsrunde zur Gauliga Niedersachsen. Dort traf der VfB auf Wilhelmsburg 09 und den VfB Schinkel. Die drei Mannschaften beendeten die Runde punktgleich, der bessere Torquotient gab den Ausschlag für die Wilhelmsburger. Zwei Jahre später machte sich der VfB als Herbstmeister erneut Hoffnungen auf die Aufstiegsrunde. Als aber alle soldatischen Vereinsmitglieder an die neuen Militärsportvereine abgegeben werden mussten, stieg der VfB am Saisonende ab. 1942 wurde der VfB schließlich in die Gauliga Weser-Ems aufgenommen; die Mannschaft rückte für den aufgelösten LSV Quakenbrück nach, war aber sportlich überfordert. Beim Meister Wilhelmshaven 05 unterlag der VfB mit 0:17. Der Zweite Weltkrieg führte dann zur Einstellung des Spielbetriebs im Jahr 1944.

### Turbulente Nachkriegszeit (1945 bis 1963)
| Saison                | Liga                   | Level | Platz | Tore   | Punkte |
| --------------------- | ---------------------- | ----- | ----- | ------ | ------ |
| 1947/48               | Landesliga Weser/Ems   | II    | 05.   | 073:38 | 26:18  |
| 1948/49               | Landesliga Weser/Ems   | II    | 01.   | 097:30 | 40:08  |
| 1949/50               | Oberliga Nord          | I     | 09.   | 056:62 | 30:30  |
| 1950/51               | Oberliga Nord          | I     | 16.   | 053:69 | 25:39  |
| 1951/52               | AOL Niedersachsen-West | II    | 01.   | 108:25 | 52:16  |
| 1952/53               | AOL Niedersachsen-West | II    | 02.   | 064:34 | 41:19  |
| 1953/54               | AOL Niedersachsen-West | II    | 02.   | 080:22 | 48:12  |
| 1954/55               | Oberliga Nord          | I     | 11.   | 033:56 | 25:35  |
| 1955/56               | Oberliga Nord          | I     | 15.   | 037:60 | 21:39  |
| 1956/57               | AOL Niedersachsen-West | II    | 01.   | 105:20 | 49:07  |
| 1957/58               | AOL Niedersachsen-West | II    | 02.   | 096:38 | 48:12  |
| 1958/59               | AOL Niedersachsen-West | II    | 01.   | 109:31 | 55:05  |
| 1959/60               | AOL Niedersachsen-West | II    | 02.   | 088:38 | 43:17  |
| 1960/61               | Oberliga Nord          | I     | 10.   | 045:55 | 26:34  |
| 1961/62               | Oberliga Nord          | I     | 10.   | 042:59 | 25:35  |
| 1962/63               | Oberliga Nord          | I     | 12.   | 046:67 | 25:35  |
| AOL = Amateuroberliga |                        |       |       |        |        |

1946 wurde der VfB in die Oberliga Niedersachsen-Nord aufgenommen. Als Tabellenvierter wurde die Qualifikation für die neu geschaffene höchste Spielklasse, die Oberliga Nord, nur knapp verpasst. 1949 wurde der VfB unter Trainer Fritz Blaschke Meister der Landesliga Weser/Ems und erreichte anschließend die Aufstiegsrunde zur Oberliga Nord. Durch einen 5:0-Sieg am letzten Spieltag vor 15.000 Zuschauern über den ASV Bergedorf 85 gelang den Oldenburgern der Aufstieg in die höchste Spielklasse. Die Mannschaft um Spielmacher Felix Gerritzen sorgte während der Saison 1949/50 im norddeutschen Oberhaus für Furore. So wurden beide Spiele gegen den Nachbarn Werder Bremen gewonnen. Höhepunkt der Saison war ein 1:0-Sieg gegen den Hamburger SV am 16. Oktober 1949 vor 18.000 Zuschauern. Ernst-Otto Meyer war mit 21 Saisontoren viertbester Torjäger der Liga. Der neunte Rang konnte nicht wiederholt werden. Ohne Gerritzen, der zu Preußen Münster gewechselt hatte, geriet der VfB in Abstiegsgefahr und stieg 1951 als Vorletzter ab.
In den drei folgenden Jahren erreichten die Oldenburger jeweils die Aufstiegsrunde zur Oberliga Nord. 1952 blieb das 1:1 im Auftaktspiel gegen Altona 93 der einzige Punktgewinn. Ein Jahr später nahm der VfB nur wegen des Verzichts von Meister Eintracht Nordhorn an der Aufstiegsrunde teil, verspielte dort allerdings den Klassensprung in den letzten beiden Spielen. Im dritten Anlauf klappte es schließlich mit dem Aufstieg. Die Aufstiegsrunde beendete der VfB punktgleich mit Teutonia Uelzen. Durch einen 3:2-Sieg nach Verlängerung im Entscheidungsspiel im Hamburger Rothenbaum-Stadion kehrten die von Hans Tibulsky trainierten Oldenburger in die Oberliga Nord zurück. Verstärkt mit dem Ex-Nationalspieler Erich Hänel langte es in der Saison 1954/55 zu Rang elf, ehe ein Jahr später der erneute Abstieg folgte. Finanzielle Probleme und ein Schuldenberg in Höhe von 200.000 Mark erlaubten keine oberligatauglichen Verstärkungen. Zudem litt der Verein unter internen Querelen.
1957 verspielte der VfB durch eine 0:2-Niederlage beim Bremer SV am letzten Spieltag den Klassensprung. Unter Trainer Heinz Carolin hatten Spieler wie Hans Reichert, Hans Harnoß, Manfred Hoffmann, Lothar Klinge, Gerhard Ihns, Waldemar Hoffmann, Gerhard Scholz und Burghard Rylewicz die Farben von Oldenburg vertreten. Ein Jahr später mussten die Oldenburger zunächst Entscheidungsspiele gegen Eintracht Osnabrück und den VfB Peine bestreiten, um die Aufstiegsrunde zu erreichen. Dort scheiterten sie am VfV Hildesheim. Nachdem der VfB 1959 schließlich dem VfB Lübeck den Vortritt lassen musste, bildete der neue Trainer Emil Izsó eine junge Mannschaft mit regionalen Talenten und führte das Team 1959/60 zur Vizemeisterschaft in Niedersachsen. Am letzten Spieltag der Aufstiegsrunde erreichte die Mannschaft am 5. Juni nach einem 5:0-Heimsieg über den Polizei SV Bremen und der gleichzeitigen 0:3-Niederlage des SC Victoria Hamburg beim SV Friedrichsort ein Entscheidungsspiel gegen die Hamburger. Dieses gewann der VfB am 11. Juni vor 8000 Zuschauern im Hannoverschen Niedersachsenstadion mit 2:1 gegen das vom späteren Amateurnationalspieler Rolf Winter angeführte „Vicky“. Drei Jahre konnten sich die Oldenburger nun in der Oberliga Nord halten, in der sie jeweils Mittelfeldpositionen erreichten. Als Aufsteiger belegte der VfB unter Trainer Kurt Koch 1960/61 den 10. Rang und Helmut Mrosla führte die interne Torschützenliste mit 18 Treffern an; im zweiten Jahr, 1961/62, wurde diese Platzierung wiederholt und jetzt zeichnete sich der Duisburger Neuzugang Manfred Schwalm mit neun Toren als Torschützenkönig des VfB aus, ehe im letzten Jahr der alten Erstklassigkeit der Oberliga Nord, 1962/63, der VfB sich mit dem 12. Rang begnügen musste und Neuzugang Arthur Dobat vom Bremer SV mit elf Treffern die interne Torschützenliste anführte. Dies reichte bei Weitem nicht für die Qualifikation für die im Jahre 1963 eingeführte Bundesliga.

### Regionalligajahre (1963 bis 1974)
| Saison  | Liga                     | Level | Platz | Tore  | Punkte |
| ------- | ------------------------ | ----- | ----- | ----- | ------ |
| 1963/64 | Regionalliga Nord        | II    | 07.   | 63:50 | 38:30  |
| 1964/65 | Regionalliga Nord        | II    | 13.   | 52:59 | 27:37  |
| 1965/66 | Regionalliga Nord        | II    | 12.   | 58:69 | 30:34  |
| 1966/67 | Regionalliga Nord        | II    | 09.   | 49:73 | 30:34  |
| 1967/68 | Regionalliga Nord        | II    | 11.   | 49:49 | 30:34  |
| 1968/69 | Regionalliga Nord        | II    | 13.   | 47:59 | 25:39  |
| 1969/70 | Regionalliga Nord        | II    | 09.   | 44:48 | 33:31  |
| 1970/71 | Regionalliga Nord        | II    | 17.   | 40:57 | 26:42  |
| 1971/72 | Landesliga Niedersachsen | III   | 01.   | 76:37 | 44:16  |
| 1972/73 | Regionalliga Nord        | II    | 11.   | 54:73 | 28:40  |
| 1973/74 | Regionalliga Nord        | II    | 06.   | 71:55 | 42:30  |

Nach der Einführung der Bundesliga als höchste deutsche Spielklasse spielte der VfB in der zweitklassigen Regionalliga Nord. Für den Verein bedeutete dies einen gravierenden Einschnitt. Aus finanziellen Gründen mussten Jahr für Jahr Leistungsträger wie Burghard Rylewicz, Arthur Dobat oder Helmut Heeren abgegeben werden. Einer der wenigen Höhepunkte dieser Zeit waren die Derbys gegen den Lokalrivalen VfL Oldenburg in der Saison 1963/64, die bis zu 20.000 Zuschauer ins Stadion lockten. Der VfL stieg am Saisonende ab und verlor einige Spieler an den VfB, was das Verhältnis der beiden Vereine vergiftete. In den folgenden Spielzeiten kam der VfB nicht über das Mittelmaß hinaus und geriet zeitweilig in Abstiegsnot.
Mitte der 1960er benötigte der Verein eine Spendenaktion, um zu überleben. Die Qualifikation für den DFB-Pokal im Jahr 1967 sanierte den Verein. In der ersten Runde traf der VfB auf Borussia Dortmund, gegen die die Oldenburger trotz einer 2:0-Halbzeitführung vor 18.000 Zuschauern mit 2:3 unterlagen. Einen kurzen Hoffnungsschimmer gab es in der Saison 1969/70, als der VfB kurzzeitig die Tabellenführung übernahm, jedoch später auf Rang neun abrutschte. Ein weiterer Ausverkauf von Leistungsträgern in Verbindung mit großem Verletzungspech führten in der Saison 1970/71 schließlich zum Abstieg in die Landesliga Niedersachsen. Eine 1:2-Niederlage beim Itzehoer SV am letzten Spieltag besiegelte die Degradierung ins Amateurlager.
Mit einer stark verjüngten Mannschaft wurde der VfB in der Saison 1971/72 Niedersachsenmeister und zog in die Aufstiegsrunde ein. Am letzten Spieltag mussten die Oldenburger zum bis dahin punktlosen Rendsburger TSV reisen. Nach einem 0:3-Rückstand konnte der VfB noch mit 6:4 gewinnen und kehrte aufgrund der besseren Tordifferenz gegenüber den punktgleichen Mannschaften Concordia Hamburg und der SpVgg Preußen Hameln in die Regionalliga zurück. 1973 erreichte der VfB erneut den DFB-Pokal. 32.000 Zuschauer sahen am 1. Dezember 1973 eine 0:6-Niederlage gegen Borussia Mönchengladbach. Sportlich konnten sich die Oldenburger schnell in der Regionalliga etablieren und erreichten in der Saison 1973/74 den sechsten Platz. Dieser reichte jedoch nicht für die neu geschaffene 2. Bundesliga, da die Plätze über eine Fünfjahreswertung vergeben wurden. In dieser Wertung belegte der VfB nur Rang elf.

### Oberligajahre (1974 bis 1990)
| Saison  | Liga               | Level | Platz | Tore  | Punkte |
| ------- | ------------------ | ----- | ----- | ----- | ------ |
| 1974/75 | Oberliga Nord      | III   | 01.   | 91:45 | 52:16  |
| 1975/76 | Oberliga Nord      | III   | 03.   | 65:50 | 46:22  |
| 1976/77 | Oberliga Nord      | III   | 07.   | 65:50 | 37:31  |
| 1977/78 | Oberliga Nord      | III   | 08.   | 42:49 | 34:34  |
| 1978/79 | Oberliga Nord      | III   | 08.   | 43:48 | 34:34  |
| 1979/80 | Oberliga Nord      | III   | 01.   | 55:27 | 50:18  |
| 1980/81 | 2. Bundesliga Nord | II    | 15.   | 64:89 | 34:50  |
| 1981/82 | Oberliga Nord      | III   | 09.   | 50:45 | 36:32  |
| 1982/83 | Oberliga Nord      | III   | 16.   | 59:72 | 28:40  |
| 1983/84 | Oberliga Nord      | III   | 15.   | 50:64 | 29:39  |
| 1984/85 | Oberliga Nord      | III   | 04.   | 56:51 | 43:25  |
| 1985/86 | Oberliga Nord      | III   | 02.   | 69:32 | 48:20  |
| 1986/87 | Oberliga Nord      | III   | 05.   | 63:58 | 40:24  |
| 1987/88 | Oberliga Nord      | III   | 03.   | 76:35 | 53:15  |
| 1988/89 | Oberliga Nord      | III   | 07.   | 64:43 | 39:29  |
| 1989/90 | Oberliga Nord      | III   | 01.   | 72:33 | 48:20  |

Nachfolger der Regionalliga Nord wurde die drittklassige Oberliga Nord. Nach einem spannenden Titelrennen gegen Arminia Hannover sicherte sich der VfB die erste Meisterschaft der neuen Liga. In der Aufstiegsrunde scheiterten die Oldenburger jedoch an Westfalia Herne und dem Außenseiter Spandauer SV. Ein Jahr später wurden die Oldenburger nur wegen der schlechteren Tordifferenz gegenüber dem VfL Wolfsburg Dritter und qualifizierte sich für die deutsche Amateurmeisterschaft. Im Halbfinale musste sich die Mannschaft im Elfmeterschießen dem SV Holzwickede geschlagen geben und verloren anschließend noch das Spiel um Platz drei gegen den SC Concordia Hamburg. Zwei Jahre später folgte in Runde eins das Aus gegen den SV Baesweiler 09.
Helmut Mrosla übernahm daraufhin das Traineramt und führte die Mannschaft in der Saison 1979/80 zur Meisterschaft und dem damit verbundenen Aufstieg in die 2. Bundesliga. In der ersten Runde der deutschen Amateurmeisterschaft scheiterte der VfB am FC Augsburg. Wenige Wochen später beschloss der DFB, die bis dahin zweigleisige 2. Bundesliga ab 1981 in eine eingleisige umzuwandeln. Platz 15 in der Saison 1980/81 reichte für die Oldenburger bei weitem nicht für den Klassenerhalt. Höhepunkt der Saison war die 0:3-Niederlage gegen den späteren Meister Werder Bremen vor 18.000 Zuschauern. Nach dem Abstieg plagten neue finanzielle Schwierigkeiten den Verein, der in der Saison 1982/83 nur aufgrund der besseren Tordifferenz gegenüber dem VfB Lübeck die Klasse hielt.
Nachdem der VfB auch in der Saison 1983/84 lange um den Klassenerhalt zittern musste, übernahm Hans-Dieter Schmidt das Traineramt und führte die Oldenburg wieder in bessere Regionen. In der Saison 1985/86 wurden die Oldenburger mit Spielern wie Uwe Bracht und Michael Schulz hinter dem FC St. Pauli Vizemeister und zogen in die Aufstiegsrunde zur 2. Bundesliga ein. Dort startete die Mannschaft mit einem 5:0-Sieg über Rot-Weiss Essen, ehe vier Niederlagen in Folge die Aufstiegsträume zerplatzen ließen. Zwei Jahre später erreichte der VfB Rang drei und qualifizierte sich erneut für die deutsche Amateurmeisterschaft. Über Tennis Borussia Berlin und den TSV Vestenbergsgreuth zog die Mannschaft ins Endspiel ein, das nach Elfmeterschießen mit 4:5 gegen Eintracht Trier verloren wurde.
In der Saison 1989/90 gewann der VfB zum dritten Mal die Oberligameisterschaft, nicht zuletzt dank der Tore von Jerzy Hawrylewicz. Wolfgang Sidka hatte nach dem zehnten Spieltag Joachim Krug abgelöst und führte das Team zum Titel. In der anschließenden Aufstiegsrunde setzten sich die Oldenburger gemeinsam mit dem TSV Havelse durch. Ein 2:1-Sieg beim Wuppertaler SV machte den Aufstieg perfekt. Gleichzeitig verkaufte der Verein das Stadion Donnerschwee für 2,8 Millionen Mark an die Stadt, womit der Verein schuldenfrei wurde.

### Zwischen 2. Bundesliga und Regionalliga (1990 bis 1997)
| Saison  | Liga               | Level | Platz | Tore  | Punkte |
| ------- | ------------------ | ----- | ----- | ----- | ------ |
| 1990/91 | 2. Bundesliga      | II    | 12.   | 58:53 | 36:40  |
| 1991/92 | 2. Bundesliga Nord | II    | 02.   | 56:39 | 38:26  |
| 1992/93 | 2. Bundesliga      | II    | 22.   | 57:90 | 34:58  |
| 1993/94 | Oberliga Nord      | III   | 06.   | 48:38 | 33:27  |
| 1994/95 | Regionalliga Nord  | III   | 05.   | 49:39 | 40:28  |
| 1995/96 | Regionalliga Nord  | III   | 01.   | 56:36 | 67     |
| 1996/97 | 2. Bundesliga      | II    | 18.   | 33:67 | 27     |

Mit dem Aufstieg wurden die Strukturen beim VfB professioneller. Mit Rudi Assauer wurde erstmals in der Vereinsgeschichte ein Manager installiert. In der Aufstiegssaison 1990/91 erreichten die Oldenburger Platz zwölf. Mit einem 2:2-Unentschieden im Heimspiel gegen den SC Freiburg verabschiedete sich der VfB am 16. Juni 1991 vom Stadion Donnerschwee und zog zur folgenden Spielzeit in das Marschweg-Stadion um. Zur folgenden Saison 1991/92 wurde die 2. Bundesliga wegen der Wiedervereinigung zweigleisig geführt. Überraschend zogen die Oldenburger um den zu Saisonbeginn verpflichteten Torjäger Radek Drulák in die Aufstiegsrunde zur Bundesliga ein.
In dieser blieb der VfB sieben Spiele lang ungeschlagen, ehe es beim FC St. Pauli eine 2:3-Niederlage gab. Nach weiteren Siegen über Hertha BSC und am letzten Spieltag beim SV Meppen wurden die Oldenburger Vizemeister. In der Endabrechnung fehlte ein Punkt auf Bayer 05 Uerdingen, dem am letzten Spieltag ein torloses Remis beim FC St. Pauli reichte. Radek Drulák wurde mit 21 Toren Torschützenkönig der 2. Bundesliga Nord. Ein Jahr nach dem größten Erfolg der Vereinsgeschichte folgte der Abstieg in die Oberliga. Mit 90 Gegentoren stellte der VfB trotz des nachverpflichteten Ex-Nationalspielers Jonny Otten die schlechteste Abwehr der Liga. Manager Assauer war bereits zum FC Schalke 04 gewechselt.
Nachdem in den nächsten beiden Spielzeiten der Wiederaufstieg deutlich verpasst worden war, wurde am 1. Juli 1995 Hubert Hüring neuer Trainer der Oldenburger. Er führte die stark verjüngte Mannschaft um Torwart Hans Jörg Butt, Maciej Janiak und Andrew Uwe überraschend zur Meisterschaft. Danach traf der VfB auf den Meister der Regionalliga Nordost Tennis Borussia Berlin. Nach einem 1:1 in Berlin konnten sich die Oldenburger im Rückspiel mit 2:1 nach Verlängerung durchsetzen und kehrten in die 2. Bundesliga zurück. Die Aufstiegsmannschaft war in der Zweitligasaison 1996/97 trotz des nachverpflichteten Ex-Nationalspielers Mirko Votava überfordert und stieg als Tabellenletzter wieder ab.

### Insolvenz und Niedergang (1997 bis 2007)
| Saison               | Liga                   | Level | Platz | Tore  | Punkte |
| -------------------- | ---------------------- | ----- | ----- | ----- | ------ |
| 1997/98              | Regionalliga Nord      | III   | 05.   | 69:48 | 63     |
| 1998/99              | Regionalliga Nord      | III   | 09.   | 59:58 | 46     |
| 1999/00              | Regionalliga Nord      | III   | 18.   | 28:83 | 14     |
| 2000/01              | Oberliga Nds./Bremen   | IV    | 08.   | 67:55 | 50     |
| 2001/02              | Oberliga Nds./Bremen   | IV    | 01.   | 81:29 | 72     |
| 2002/03              | Oberliga Nds./Bremen   | IV    | 06.   | 65:36 | 59     |
| 2003/04              | Oberliga Nds./Bremen   | IV    | 09.   | 62:50 | 51     |
| 2004/05              | Niedersachsenliga West | V     | 03.   | 56:33 | 53     |
| 2005/06              | Niedersachsenliga West | V     | 02.   | 63:38 | 56     |
| 2006/07              | Niedersachsenliga West | V     | 01.   | 76:28 | 65     |
| Nds. = Niedersachsen |                        |       |       |       |        |

Durch den Abstieg geriet der VfB erneut in starke finanzielle Probleme, so dass die Mannschaft schnell ins Mittelmaß der Regionalliga abrutschte. Die Situation eskalierte während der Saison 1999/2000, als gegen den VfB ein Insolvenzverfahren eingeleitet wurde. Im März 2000 lehnte der zuständige Richter ein solches Verfahren ab, weil 300.000 Mark fehlten. Da die Auflösung des Vereins drohte, wurde mit dem FC Germania Oldenburg ein Nachfolgeverein gegründet. Mit Hilfe des Wilhelmshavener Anwalts Naraschweski wurde das Insolvenzverfahren schließlich erfolgreich abgeschlossen. Zum Erfolg trugen auch Benefizspiele gegen den Hamburger SV, Werder Bremen und dem FC Schalke 04 bei. Sportlich konnte der VfB in jener Saison keine konkurrenzfähige Mannschaft stellen und stieg mit ganzen 14 Punkten als Tabellenletzter ab.
Ab 2001 engagierte sich der Cloppenburger Unternehmer Albert Sprehe finanziell im Verein, der daraufhin die Meisterschaft der Oberliga Niedersachsen/Bremen feiern konnte. In den Aufstiegsspielen zur Regionalliga Nord trafen die Oldenburger auf die Amateure des Hamburger SV. Nach einem torlosen Remis zu Hause unterlag der VfB in Hamburg mit 2:5. Erneut kam es nach dem verpassten Aufstieg zu Turbulenzen. Trainer Wolfgang Steinbach musste gehen, woraufhin Sponsor Sprehe zum SV Wilhelmshaven und Manager Franz Gerber zum FC St. Pauli wechselten. Im Jahr 2004 wurde die Oberliga Nord wieder eingleisig geführt. Der zur Qualifikation nötige achte Platz wurde um zwei Punkte verfehlt, so dass die Oldenburger erstmals in die Fünftklassigkeit mussten.
Dort traf man erstmals seit 40 Jahren wieder auf den Stadtrivalen VfL. Nach einem dritten Platz in der Saison 2004/05 wurden die Oldenburger ein Jahr später nur wegen der schlechteren Tordifferenz gegenüber dem SV Ramlingen/Ehlershausen Vizemeister. In der Saison 2006/07 wurde der VfB unter Trainer Josef Zinnbauer schließlich Meister und kehrte in die Oberliga Nord zurück.

### Gegenwart (seit 2007)
| Saison  | Liga                        | Level | Platz             | Tore              | Punkte            |
| ------- | --------------------------- | ----- | ----------------- | ----------------- | ----------------- |
| 2007/08 | Oberliga Nord               | IV    | 07.               | 61:43             | 53                |
| 2008/09 | Oberliga Niedersachsen-West | V     | 01.               | 90:28             | 78                |
| 2009/10 | Oberliga Niedersachsen-West | V     | 02.               | 70:27             | 65                |
| 2010/11 | Oberliga Niedersachsen      | V     | 06.               | 78:50             | 65                |
| 2011/12 | Oberliga Niedersachsen      | V     | 03.               | 54:27             | 62                |
| 2012/13 | Regionalliga Nord           | IV    | 10.               | 38:44             | 35                |
| 2013/14 | Regionalliga Nord           | IV    | 03.               | 74:43             | 60                |
| 2014/15 | Regionalliga Nord           | IV    | 10.               | 39:44             | 45                |
| 2015/16 | Regionalliga Nord           | IV    | 02.               | 65:21             | 74                |
| 2016/17 | Regionalliga Nord           | IV    | 08.               | 50:43             | 47                |
| 2017/18 | Regionalliga Nord           | IV    | 13.               | 43:52             | 40                |
| 2018/19 | Regionalliga Nord           | IV    | 09.               | 49:44             | 45                |
| 2019/20 | Regionalliga Nord           | IV    | 08.               | 40:42             | 34                |
| 2020/21 | Regionalliga Nord           | IV    | Saison annulliert | Saison annulliert | Saison annulliert |
| 2021/22 | Regionalliga Nord           | IV    | 01.               | 32:12             | 39                |
| 2022/23 | 3. Liga                     | III   | 18.               | 42:64             | 35                |
| 2023/24 | Regionalliga Nord           | IV    | 05.               | 63:44             | 57                |
| 2024/25 | Regionalliga Nord           | IV    | 11.               | 51:55             | 43                |

In der Saison 2007/08 ging es um die Qualifikation zur Regionalliga Nord. Die direkte Qualifikation wurde als Siebter zwar verpasst. Aufgrund der Lizenzverweigerung für den TuS Heeslingen nahm der VfB an einer Relegation teil, in der er am FC Oberneuland scheiterte. Ein Jahr später sicherte sich der VfB die Meisterschaft der Oberliga Niedersachsen-West. Während der Saison gelang ein 11:1-Sieg gegen den Heesseler SV. In der Aufstiegsrelegation traf die Mannschaft auf den Meister der Oststaffel, den Goslarer SC 08. Das Hinspiel in Goslar gewannen die Oldenburger mit 1:0. Das Rückspiel vor 11.740 Zuschauern in Oldenburg entschieden die Goslarer jedoch mit 2:1 für sich und stiegen aufgrund der Auswärtstorregel auf. Nach dem Spiel kam es zu Ausschreitungen.
In der folgenden Saison 2009/10 verpasste der VfB als Vizemeister hinter dem TSV Havelse erneut den Aufstieg, qualifizierte sich aber für die nunmehr eingleisige Oberliga Niedersachsen. Ein Jahr später konnten sich die Oldenburger nach langer Zeit wieder für den DFB-Pokal qualifizieren. In der ersten Runde verlor der VfB gegen den Hamburger SV mit 1:2. Als Dritter der Saison 2011/12 gelang nach einer erneuten Ligenreform schließlich der Aufstieg in die wieder eingeführte Regionalliga Nord. Dort wurde der VfB in der Saison 2013/14 unter Trainer Alexander Nouri Dritter und in der Saison 2015/16 unter Trainer Dietmar Hirsch gar Vizemeister hinter der zweiten Mannschaft des VfL Wolfsburg. Anschließend fielen die Oldenburger wieder ins Mittelmaß zurück und mussten in der Saison 2017/18 lange um den Klassenerhalt zittern.
Die Saison 2021/22 konnte der VfB als Meister der Regionalliga Nord abschließen und traf in der Relegation zur 3. Liga auf den Meister der Nordost-Staffel, den BFC Dynamo. Das Hinspiel in Berlin gewannen die von Dario Fossi trainierten Oldenburger mit 2:0. Zwar verlor der VfB das Rückspiel vor 12.000 Zuschauern mit 1:2, dennoch schafften die Oldenburger damit den Aufstieg in die 3. Liga und die Rückkehr in den Profifußball. Nach der Saison 2022/23 erfolgte als 18. der Abstieg aus der 3. Liga in die Regionalliga Nord. Im Juli 2025 verkündete der Verein, dass Michael Weinberg als Geschäftsführer zum 30. September 2025 ausscheiden wird.

## Erfolge
- Deutscher Vizemeister der Amateure 1988
- Meister der Amateuroberliga Niedersachsen-West 1952, 1957, 1959
- Meister der Regionalliga Nord 1996, 2022
- Meister der Oberliga Nord 1975, 1980, 1990
- Meister der Oberliga Niedersachsen-West 2009
- Meister der Niedersachsenliga-West 2007
- Meister der Oberliga Niedersachsen/Bremen 2002
- Meister der Landesliga Niedersachsen 1972
- Meister der Landesliga Weser/Ems 1949

## Erste Mannschaft

### Aktueller Kader 2024/25
- Stand: 8. April 2025[15]

| Nr.        | Nat.        | Spieler               | Geburtsdatum      | im Verein seit | letzter Verein              |
| Torhüter   |             |                       |                   |                |                             |
| 01         | Deutschland | Jhonny Peitzmeier     | 4. November 2000  | 2023           | FC St. Pauli II             |
| 22         | Togo        | Steven Mensah         | 22. März 2003     | 2025           | Hamburger SV II             |
| 28         | Nigeria     | Jude Chikere          | 23. Mai 2005      | 2024           | eigene Jugend               |
| 36         | Deutschland | Liam Tiernan          | 18. Juli 2003     | 2024           | Hannover 96 II              |
| Abwehr     |             |                       |                   |                |                             |
| 03         | Deutschland | Nico Mai              | 9. März 2001      | 2024           | Holstein Kiel II            |
| 04         | Deutschland | Leon Deichmann        | 24. Februar 1997  | 2019           | FC St. Pauli II             |
| 05         | Deutschland | Anouar Adam           | 9. Februar 1999   | 2024           | OSC Bremerhaven             |
| 17         | Osterreich  | Patrick Möschl        | 6. März 1993      | 2022           | SV Ried                     |
| 20         | Deutschland | Marc Schröder         | 8. Dezember 2001  | 2023           | Werder Bremen II            |
| 21         | Deutschland | Nick Otto             | 27. Mai 1999      | 2024           | SC Verl                     |
| 34         | Deutschland | Ermal Pepshi          | 14. April 2004    | 2020           | VfL Oldenburg               |
| 44         | Deutschland | Nico Knystock         | 19. Oktober 1995  | 2020           | SV Rödinghausen             |
| Mittelfeld |             |                       |                   |                |                             |
| 06         | Kosovo      | Adem Podrimaj         | 6. Januar 2003    | 2024           | Hannover 96 II              |
| 09         | Deutschland | Drilon Demaj          | 27. Dezember 2000 | 2023           | Blau-Weiß Lohne             |
| 10         | Deutschland | Christopher Buchtmann | 25. April 1992    | 2022           | FC St. Pauli                |
| 11         | Deutschland | Julian Boccaccio      | 21. Juni 2000     | 2024           | 1. FC Phönix Lübeck         |
| 16         | Deutschland | Jason Tomety-Hemazro  | 14. April 2001    | 2024           | FC Teutonia 05 Ottensen     |
| 22         | Deutschland | Elijah Müller         | 1. Februar 2004   | 2021           | FC Carl Zeiss Jena [Jugend] |
| 23         | Deutschland | Willem Hoffrogge      | 22. Juni 2001     | 2024           | SSV Jeddeloh                |
| 40         | Deutschland | Louis Hajdinaj        | 11. August 2005   | 2023           | eigene Jugend               |
| Sturm      |             |                       |                   |                |                             |
| 07         | Kroatien    | Vjekoslav Taritaš     | 9. September 1994 | 2024           | 1. FC Phönix Lübeck         |
| 08         | Deutschland | Rafael Brand          | 9. September 1994 | 2020           | FC Viktoria 1889 Berlin     |
| 13         | Deutschland | Linus Schäfer         | 6. Juni 2003      | 2020           | JFV Bremen                  |
| 18         | Deutschland | Pascal Richter        | 10. Oktober 1996  | 2016           | VfL Osnabrück               |
| 19         | Deutschland | Tom Gaida             | 3. November 2004  | 2023           | JFV Nordwest [Jugend]       |
| 24         | Deutschland | Markus Ziereis        | 26. August 1992   | 2023           | SpVgg Bayreuth              |
| 30         | Deutschland | Moses Otuali          | 27. August 2002   | 2025           | Eintracht Frankfurt II      |
| 35         | Deutschland | Aurel Loubongo        | 19. Juni 2001     | 2023           | Rot-Weiss Essen             |

### Trainer- und Betreuerstab 2025/26
| Name          | Nat.        | Funktion       |
| ------------- | ----------- | -------------- |
| Dario Fossi   | Italien     | Cheftrainer    |
| Marius Ebbers | Deutschland | Co-Trainer     |
| Kay Hödtke    | Deutschland | Torwarttrainer |

| Name                | Nat.        | Funktion           |
| ------------------- | ----------- | ------------------ |
| Cumhur Demir        | Turkei      | Teamkoordinator    |
| Michael Weinberg    | Deutschland | Geschäftsführer    |
| Sebastian Schachten | Deutschland | Sportlicher Leiter |

## Persönlichkeiten

### Ehemalige Spieler
- Karsten Baumann
- Hans Jörg Butt
- Florian Bruns
- Paulo da Palma
- Radek Drulák
- Ralf Eilenberger
- Horst Elberfeld
- Mansur Faqiryar
- Felix Gerritzen
- Thomas Gerstner
- Erich Hänel
- Jerzy Hawrylewicz
- Lucas Höler
- Jens Jaschob
- Carsten Linke
- Oldřich Machala
- Kifuta Kiala Makangu
- George Stanley Mbwando
- Werner Meier
- Addy-Waku Menga
- Ernst-Otto Meyer
- Frank Ordenewitz
- Jonny Otten
- Jürgen Prange
- Kai Pröger
- Michael Schulz
- Hayri Sevimli
- Wolfgang Sidka
- Wolfgang Steinbach
- Pascal Steinwender
- Arne Tammen
- Jan Urban
- Arie van Lent
- Mirko Votava
- Dimo Wache (Jugend)
- Harald Witt
- Markus Wuckel
- Krzysztof Zając
- Edgar Zoller

### Trainer
- bis Sep. 1949: Fritz Blaschke
- Sep. 1949–1951: Hans Pilz
- 1951–1952: Kurt Schmidt
- 1952–1954: nicht bekannt
- 1954–1955: Hans Tibulsky
- 1955–1956: Heinz Carolin
- 1956–1958: nicht bekannt
- 1958–1960: Emil Izsó
- 1960–1965: Kurt Koch
- 1965–1967: Erich Hänel
- 1967–1970: Emil Izso
- 1970–1971: Kurt Koch
- 1971 – ?: Gerd Kolbert
- ? – 1972: Uwe Strohwasser
- 1972–1976: Helmut Mrosla
- 1976–1978: Enno Bäumer
- 1978 – Nov. 1980: Helmut Mrosla
- Nov. – Dez. 1980: Edgar Schöneich
- Dez. 1980–1982: Gerd Bohnsack
- 1982 – ?: Bata Tijanic
- ? – 1984: Jan Liberda
- 1984–1988: Hans-Dieter Schmidt
- 1988 – Sep. 1989: Joachim Krug
- Okt. 1989 – Feb. 1993: Wolfgang Sidka
- Feb. 1993 – 1993: Werner Fuchs
- 1993 – Apr. 1994: Wolfgang Steinbach
- Apr. 1994 – Mai 1995: Horst Wohlers
- Mai 1995 – 1995: Krzysztof Zając
- 1995–1997: Hubert Hüring
- 1997–1998: Mirko Votava
- 1998 – Sep. 1998: Klaus-Peter Nemet
- Sep. 1998 – Nov. 1999: Willi Belke
- Nov. 1999–2002: Wolfgang Steinbach
- 2002 – Feb. 2004: Alfons Weusthof
- Feb. 2004 – 2004: Willi Belke
- 2004 – Dez. 2004: Dirk Lellek
- Dez. 2004–2005: Uwe Cording
- 2005–2010: Josef Zinnbauer
- 2010 – Apr. 2011: Torsten Fröhling
- Apr. – Okt. 2011: Timo Ehle
- Nov. 2011 – Apr. 2013: Andreas Boll
- Apr. 2013 – Juni 2014: Alexander Nouri
- Juli 2014 – Okt. 2014: Kristian Arambasic
- Okt. 2014 – Sep. 2015: Pedrag Uzelac
- Sep. 2015 – Sep. 2015: Stephan Ehlers
- Sep. 2015 – Aug. 2017: Dietmar Hirsch
- Aug. 2017 – Sep. 2017: Ralf Voigt
- Sep. 2017 – Sep. 2018: Stephan Ehlers
- Sep. 2018 – Juni 2019: Marco Elia
- Juli 2019 – Juni 2020: Alexander Kiene
- Juli 2020 – März 2023: Dario Fossi
- März 2023: Frank Löning
- März 2023 – Mai 2023: Fuat Kılıç
- Juni 2023 – Sep. 2023: Benjamin Duda
- Sep. 2023 – Aug. 2024: Fuat Kılıç
- Seit Sep. 2024: Dario Fossi

### Ehemalige Funktionäre
Der Sänger des Schlager-Duos Klaus und Klaus, Klaus Baumgart („der dicke Klaus“), war in der erfolgreichen Zeit des VfB Oldenburg von 1990 bis 1993 Vizepräsident des Vereins. 2009 wurde Baumgart aufgrund seiner im Lokalfernsehen geäußerten, stark ins Persönliche gehenden Angriffe gegen Mannschaft, Trainer und Vorstand ausgeschlossen.

## Umfeld

### Stadion

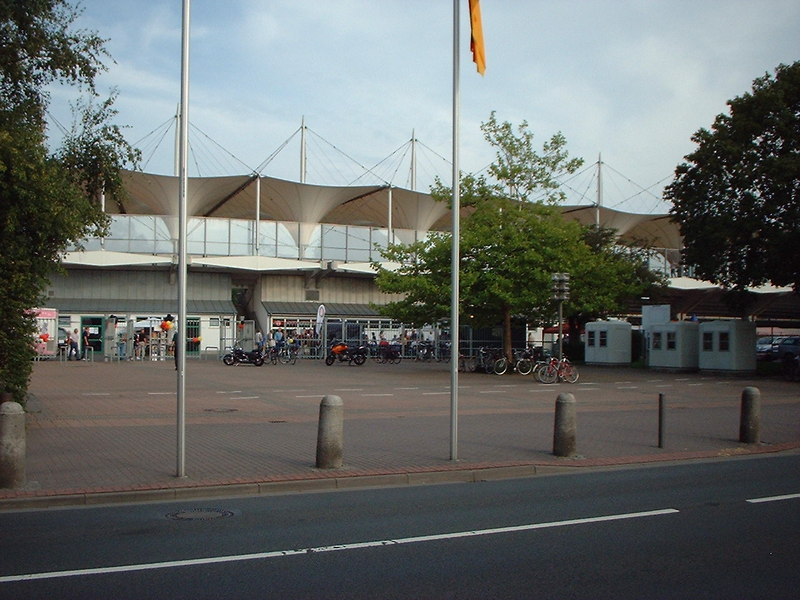
Das Marschweg-Stadion

Der VfB Oldenburg trägt seit der Saison 1991/92 seine Heimspiele im städtischen Marschweg-Stadion aus. Es bietet Platz für 15.200 Zuschauer, davon 4.500 überdachte Sitzplätze. Zuvor spielte man regelmäßig im vereinseigenen kleineren Stadion Donnerschwee und nur bei Spielen mit großem Besucheraufkommen im Marschweg-Stadion. Mit dem Verkauf des Stadions wechselte die erste Herrenmannschaft schließlich ins Marschweg-Stadion. Bei den Fans und Mitgliedern ist der Verkauf des Stadions in Donnerschwee bis heute sehr umstritten. Der Besucherrekord wurde mit 32.000 Zuschauern bei den Spielen 1960 gegen den Hamburger SV und 1973 gegen Borussia Mönchengladbach aufgestellt.
Das Marschweg-Stadion verfügt weder über eine Rasenheizung noch über Flutlicht und erfüllt damit die Kriterien für die 3. Liga nicht. Aus Lärmschutzgründen dürfen keine Spiele nach 18:30 Uhr angepfiffen werden. Langfristig ist der Bau eines neuen Stadions in der Nähe der Weser-Ems-Hallen geplant. Als Ausweichstadion benannte der Verein für die Saison 2022/23 die Heinz-von-Heiden-Arena in Hannover; parallel wird an der Modernisierung des Marschweg-Stadions gearbeitet, um dort möglichst viele Heimspiele austragen zu können.
Mit dem Ratsbeschluss vom 15. April 2024 entschied sich die Stadt Oldenburg in den kommenden Jahren ein neues Stadion zu errichten. Das Bauwerk soll über eine Kapazität von. 10.000 Plätzen verfügen und, wie ehemals, im Stadtteil Donnerschwee liegen. In der Ratsentscheidung wurde angegeben, dass der VfB Oldenburg als Ankermieter vorgesehen ist. Ab frühestens 2027 würde das neue Stadion zur Heimspielstätte des Vereins werden. Die Entscheidung erwuchs vorrangig aus der Erfahrung der Saison 22/23, in der deutlich wurde, dass das Marschwegstadion nicht dauerhaft für den Betrieb der 3. Liga tauglich ist.

### Das Blaue
Am 3. April 2005 erschien zum Heimspiel gegen den SC Spelle-Venhaus in der Niedersachsenliga-Saison 2004/05 zum ersten Mal das offizielle Stadionmagazin des VfB Oldenburg unter seinem neuen Namen Das Blaue. Das Stadionmagazin erscheint zu jedem Heimspiel des VfB Oldenburg im heimischen Marschwegstadion. Es wird über die offizielle Homepage des VfB Oldenburg als PDF-Datei zum Download angeboten.

## Ehemalige Abteilungen

### Boxen
Im Jahr 2000 wurde die Boxsport-Abteilung ausgegliedert und im VFB Oldenburg (Verein Für Boxsport) neu gegründet.

### Cricket
2004 hat sich der Oldenburger Cricket Club, der in der höchsten deutschen Spielklasse spielt, als Cricket-Abteilung dem VfB angeschlossen. 2007 löste sich die Cricket-Abteilung vom VfB und reaktivierte den 2001 gegründeten Oldenburger Cricket Club e. V. (OCC). Am 1. Dezember 2016 wurde eine neue Cricket-Abteilung im VfB Oldenburg gegründet. Ein maßgebender Grund für die Gründung war der steigende Anteil von Menschen aus cricketbegeisterten Ländern im Oldenburger Stadtgebiet, bedingt durch die politische Situation im Nahen und Mittleren Osten.

### Eishockey
Die Eishockey-Abteilung des VfB Oldenburg bestand zwischen 1981 und 1984. Gegründet wurde sie von Mitgliedern des ESV Stickhausen, sie spielte unter dem Namen VfB-ESV Oldenburg-Stickhausen. Die Mannschaft spielte ab 1981/82 in der Regionalliga, in der darauf folgenden Saison erreichte man sogar den Aufstieg in die Oberliga. Der Aufstieg konnte aber nicht umgesetzt werden, da die Abteilung sich mit dem Hallenbetreiber über die Eismiete nicht einigen konnte. Dadurch trennte sich die Abteilung 1984 wieder vom VfB Oldenburg.